# زبیگنیو جارمسکی
زبیگنیو جارمسکی (انگلیسی: Zbigniew Jaremski; ۱۹ ژوئن ۱۹۴۹ – ۳ ژانویهٔ ۲۰۱۱) دونده، و ورزشکار دو و میدانی اهل لهستان بود.
از باشگاه‌هایی که در آن بازی کرده‌است می‌توان به باشگاه فوتبال گورنیک زابژه اشاره کرد.